# Elgün Alizada
Elgün Alizada, né le 20 avril 1996 à Bakou, est un coureur cycliste azerbaïdjanais, membre de l'équipe Synergy Baku Project.

## Palmarès sur route

### Par années
- 2015
  - 2e du championnat d'Azerbaïdjan du contre-la-montre espoirs
  - 2e du championnat d'Azerbaïdjan sur route espoirs
- 2016
  - 3e du championnat d'Azerbaïdjan du contre-la-montre espoirs
  - 3e du championnat d'Azerbaïdjan sur route espoirs
- 2017
  -  Champion d'Azerbaïdjan sur route[1],[2]
- 2018
  - 3e du championnat d'Azerbaïdjan du contre-la-montre

### Classements mondiaux
| Année           | 2015 | 2016 |
| --------------- | ---- | ---- |
| UCI Europe Tour | 737e | 815e |

## Palmarès sur piste

### Championnats nationaux
- 2015
  -  Champion d'Azerbaïdjan du scratch